# 多良岳

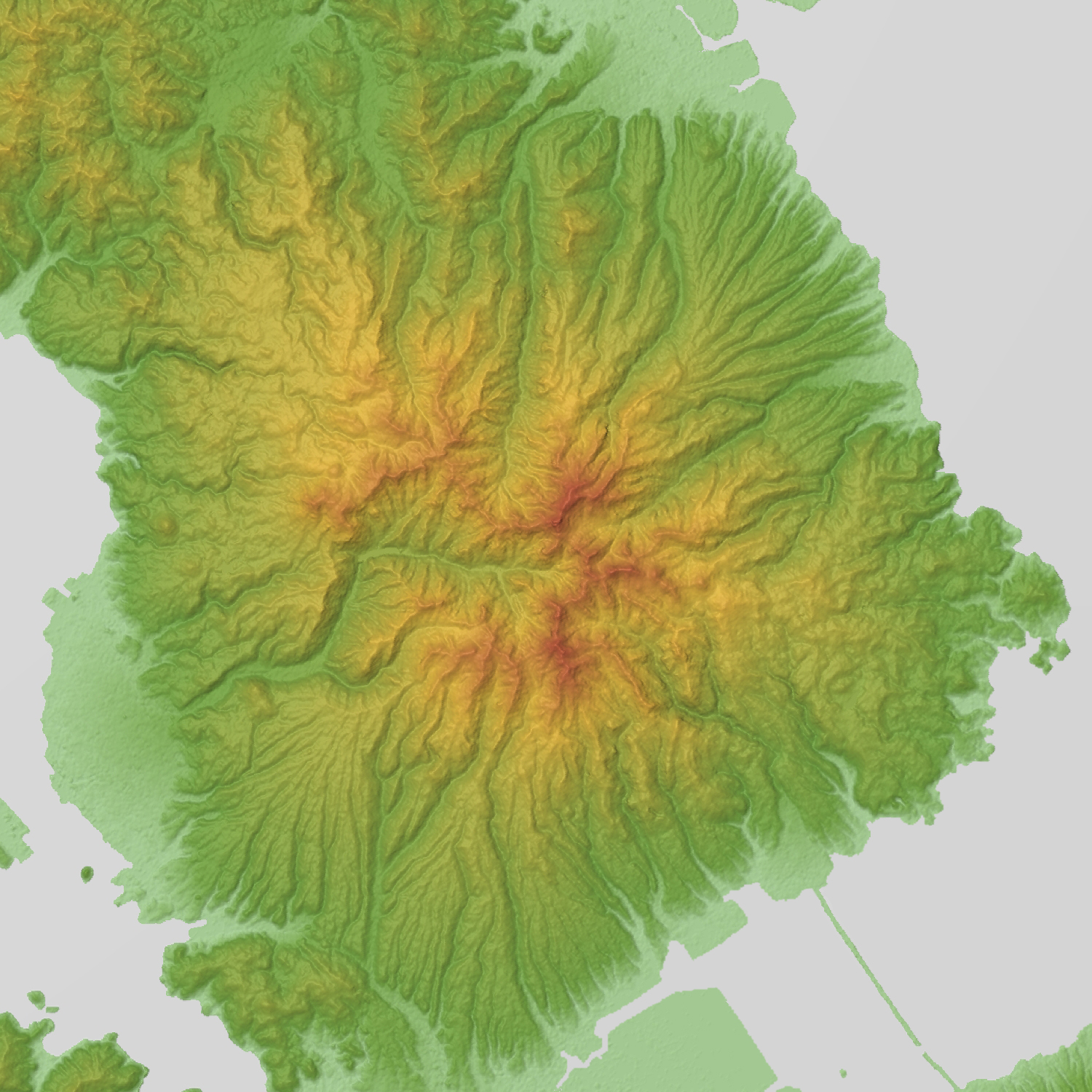
多良岳火山の地形図

多良岳（たらだけ）は、九州の山。長崎県と佐賀県の県境に位置する標高996mの山。多良岳山系の一峰。九州百名山に選ばれている。

## 地理

### 多良岳山系
多良岳や、北西にある経ヶ岳、南西にある五家原岳などは、大型の成層火山であった多良岳火山が著しく開析してできた多良岳山系の峰である。多良岳火山は活動時期が二度あり、約130-100万年前と約80万～40万年前に活動した。上部は安山岩質の岩体、山麓は玄武岩質の溶岩台地である。なお、南東にある竹崎島はスコリア丘。
多良岳の西方、経ヶ岳、五家原岳、遠目山などの峰に囲まれる形で東西約6km・南北約4kmの凹地が見い出せるが、カルデラなのか浸食地形なのかは断定されていない。この凹地は、西の大村湾に向かってが流れる郡川の源流域で、黒木渓谷と呼ばれる景勝地である。このほか、本明川、塩田川などが多良岳山系を源流とする。
| 名称     | 標高/m | 方角と距離/km | 備考                     |
| 多良岳   | 996    | (起点)        | 九州百名山、日本三百名山 |
| 経ヶ岳   | 1075.7 | 2.0           | 九州百名山               |
| 五家原岳 | 1057.3 | 2.4           |                          |

| 名称   | 方角と距離/km |
| 雲仙岳 | 約30          |
| 天山   | 41            |
| 金峰山 | 54            |

### 多良岳山域の地理
山裾は、放射状に幾重もの谷が発達する。谷の部分では、下流に田畑や集落が細長く分布する。尾根の部分（丘陵）では、第2次世界大戦後、急速にミカン畑や茶畑が開かれた。中腹はスギやヒノキの林野が広がり、林業も盛ん。多良岳材としてブランド化が推進されている。長崎・佐賀両県で、それぞれ市町を跨ぐ広域林道「多良岳横断林道」が整備されている。
長崎県、佐賀県がそれぞれ山域を多良岳県立自然公園に指定している（長崎県は1951年4月6日指定、佐賀県は1952年12月24日指定）。また、2002年（平成14年）には佐賀県の自然環境保全地域に指定されている。
自然景勝として、多良岳と五家原岳の間の谷に広がるシャクナゲやツツジの自生群落、キツネノカミソリ、東側の風配高原（山茶花高原）、南東側の轟の滝などがある。
中世から山岳信仰の場や修験道の霊場とされた。山頂の太良岳神社上宮や、山頂からやや下ったところにある真言宗金泉寺などはその面影を残す。麓には、金泉寺の寺侍を歌った「ざんざ節」（岳の新太郎さん）という民謡が伝わる。
なお、肥前国風土記（8世紀）に記された「託羅（たら）の峰」という地名は多良岳山系を指すと考えられる。
現代になって登山道ができると、車で中腹の中山キャンプ場（太良町）、奥平谷キャンプ場（鹿島市）や八丁谷（諫早市高来町）まで来て登山することが可能となり、千m級と比較的低いことから初心者に人気となる一方、険しい登山道は上級者向けともされる。

## 多良岳水源の森
多良岳北東の多良川と糸岐川に挟まれた裾野の上部に位置する森林で、多良岳水源の森として水源の森百選に指定されている。
水源の森から浸透した水は成層火山が形成した緩やかな傾斜に沿い伊福川、多良川、糸岐川、休石川、田古里川に湧出し有明海に注ぐ。裾野は林業や農業が盛ん。
- 森林の状況[11]
  - 面積：120ha、標高：500 ～996m 、
  - 森林の種類：天然林100%
  - 主な樹種：ツクシシャクナゲ・ベニドウダン・マンサク・ナナカマド・ケヤキ（広葉樹100%）
  - 林齢：約90年
  - 制限林の指定：水源かん養保安林（昭和30年）・土砂流出防備保安林（昭和30年）・保健保安林（昭和57年）
- 水源の状況[11]
  - 種類：湧き水、水源の流量：4,000m3/日
- 所在地：佐賀県藤津郡太良町大字多良字多良嶽

## 主な登山道
- 佐賀県藤津郡太良町の中山キャンプ場を通るルート
- 長崎県諫早市高来町の轟滝を通るルート

## 画像解説

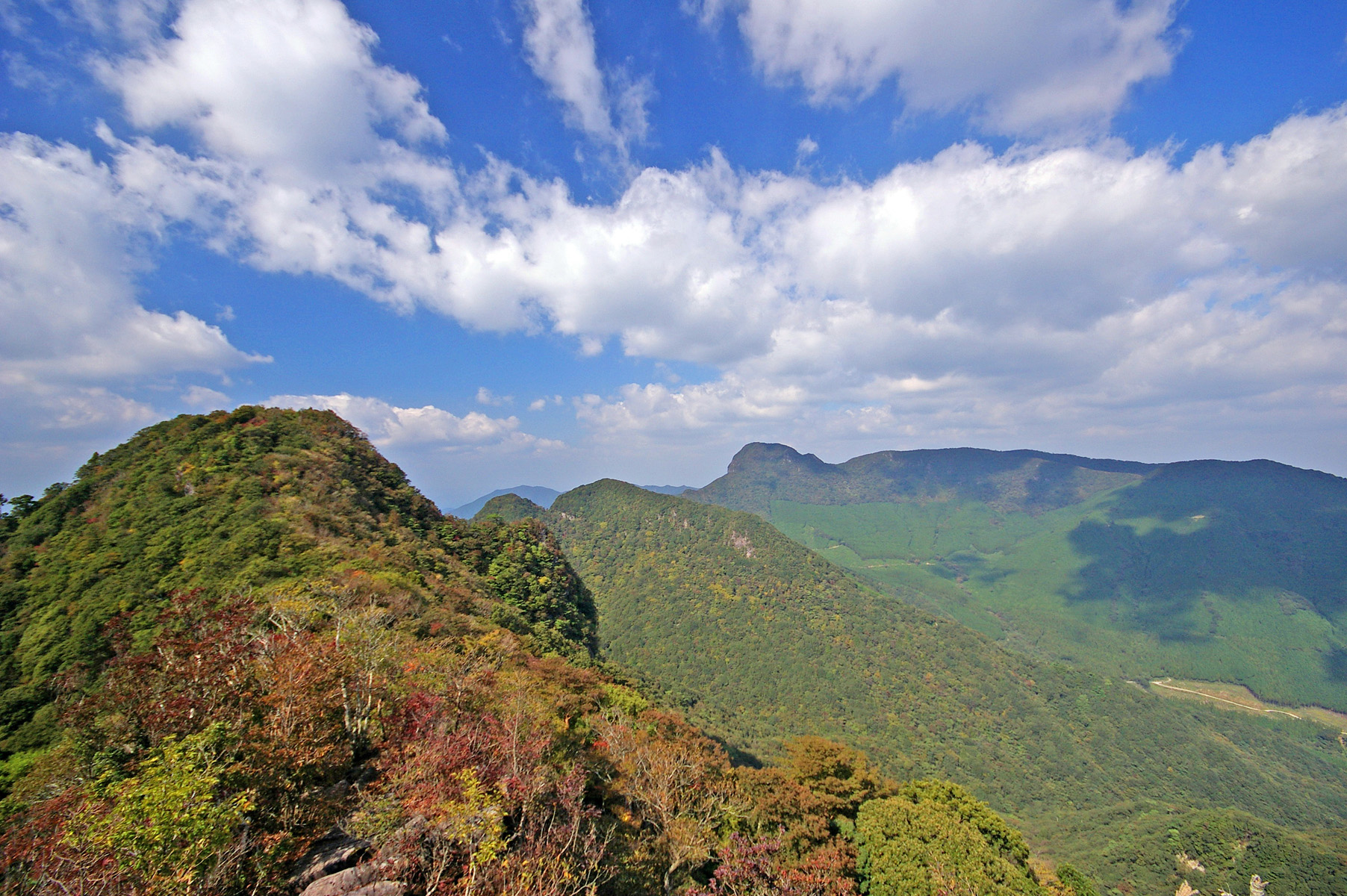
多良岳山頂付近から北西を望む。経ヶ岳は奥
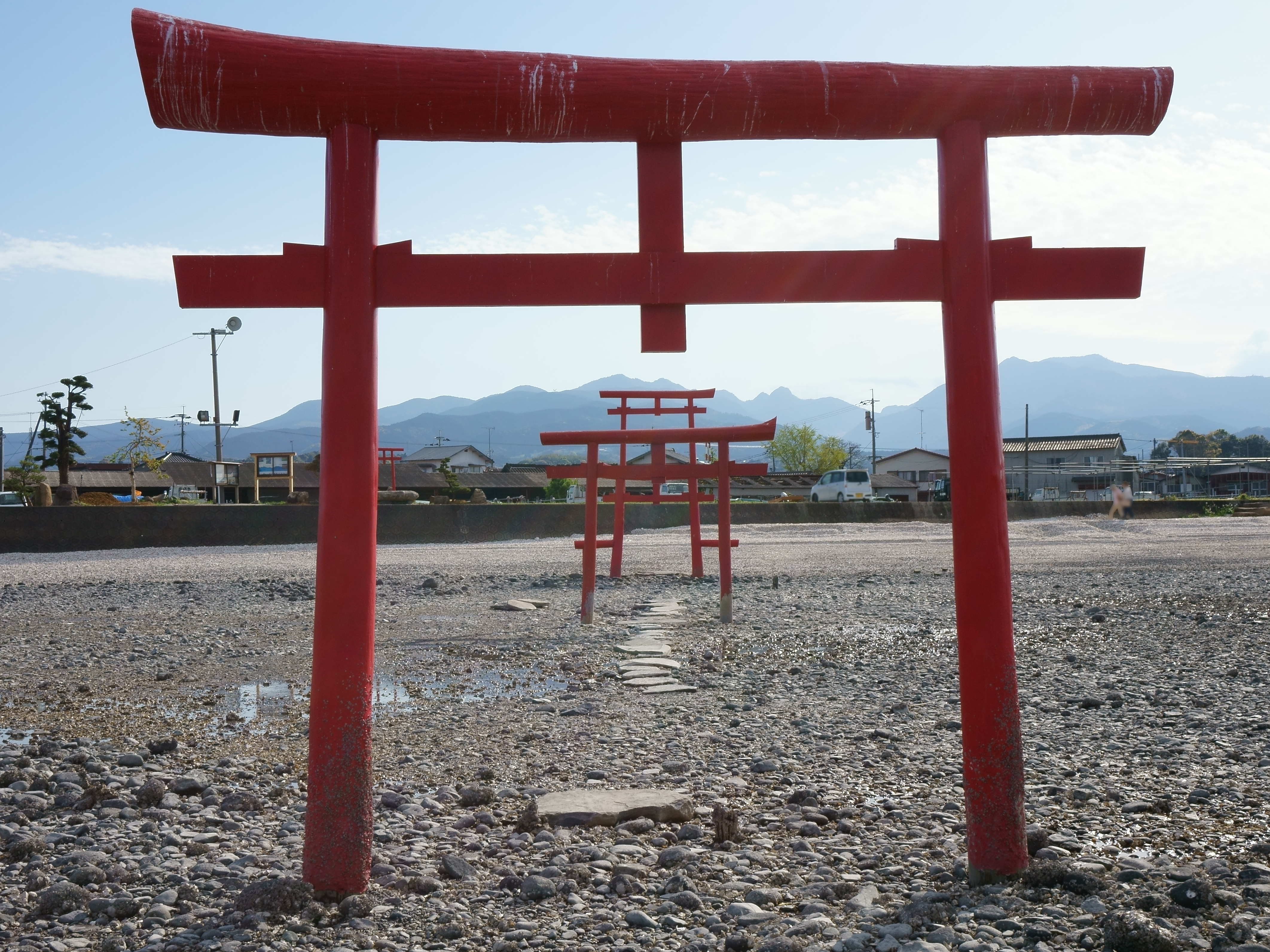
大魚神社の海中鳥居（太良町）。鳥居の中心は多良岳頂上と沖ノ島を結ぶ線である。
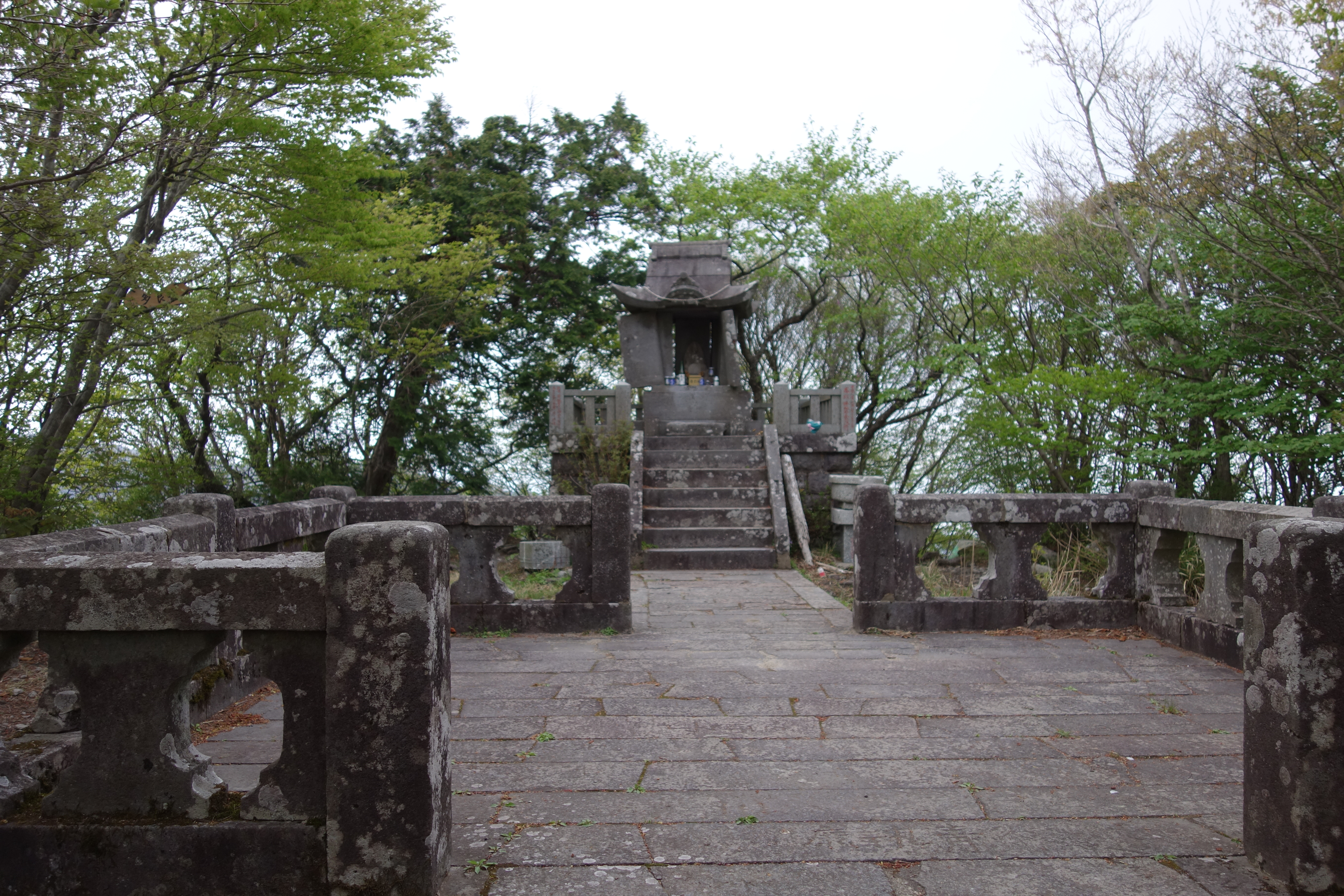
山頂の太良岳神社上宮
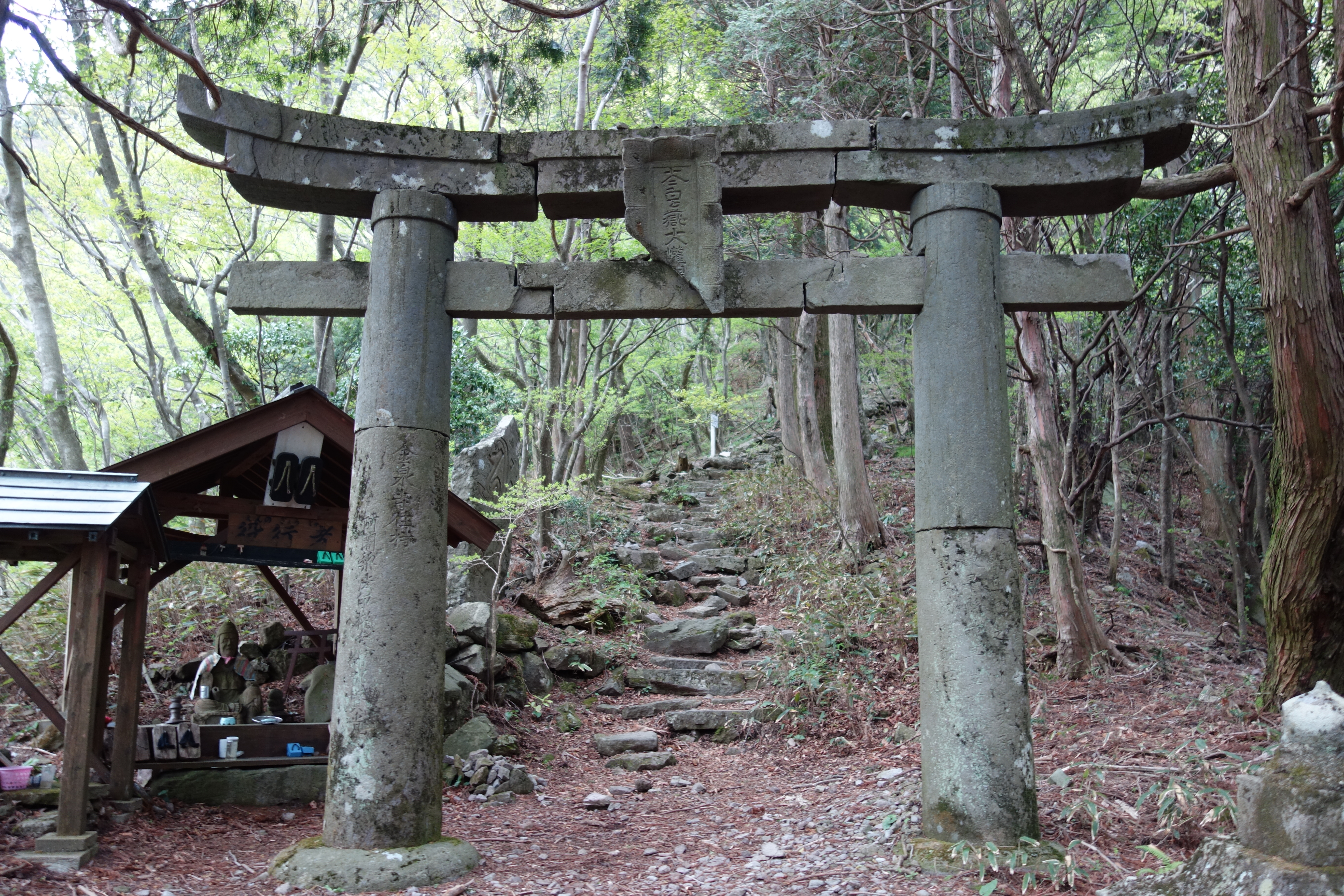
鳥居脇の役行者
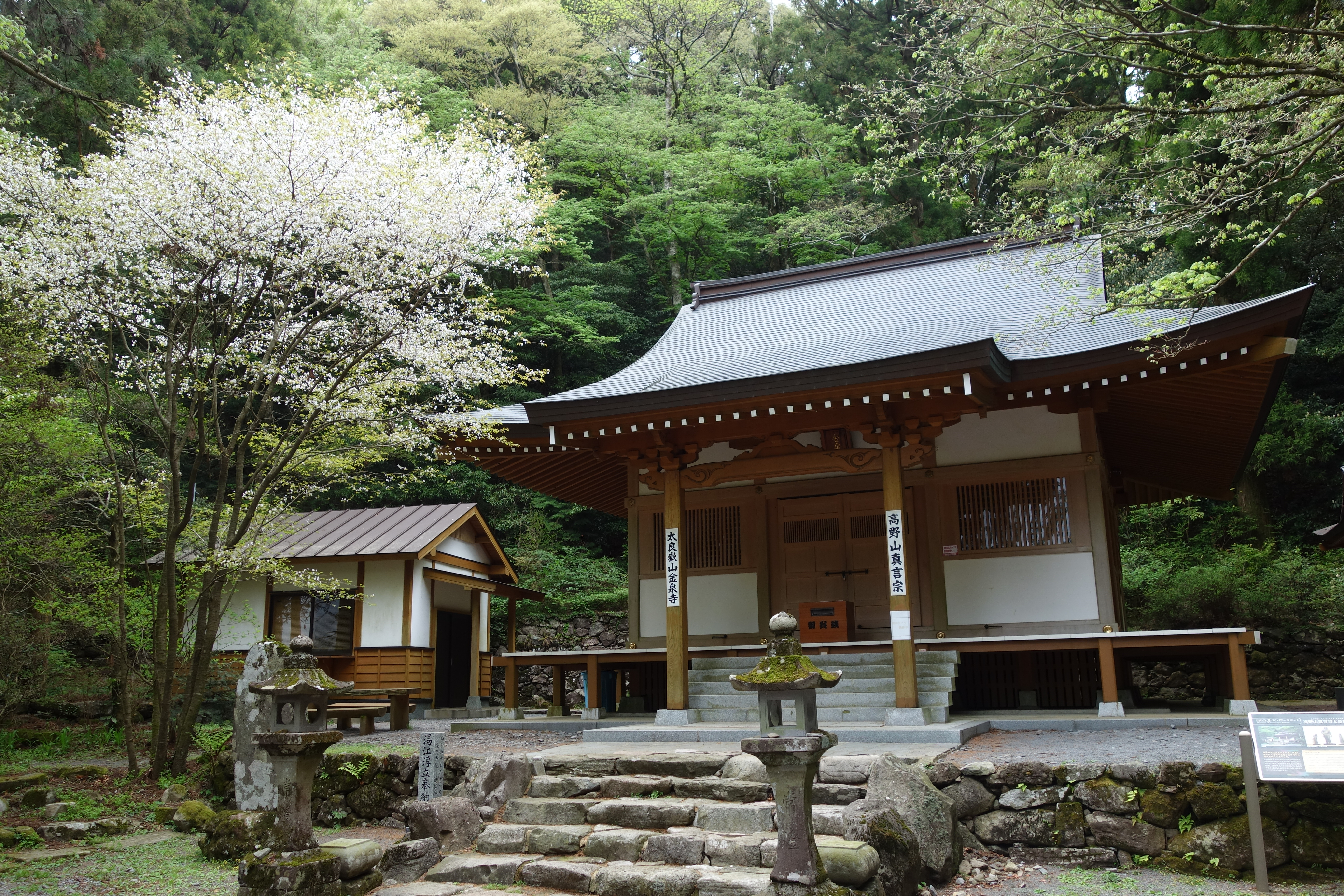
山頂下の金泉寺
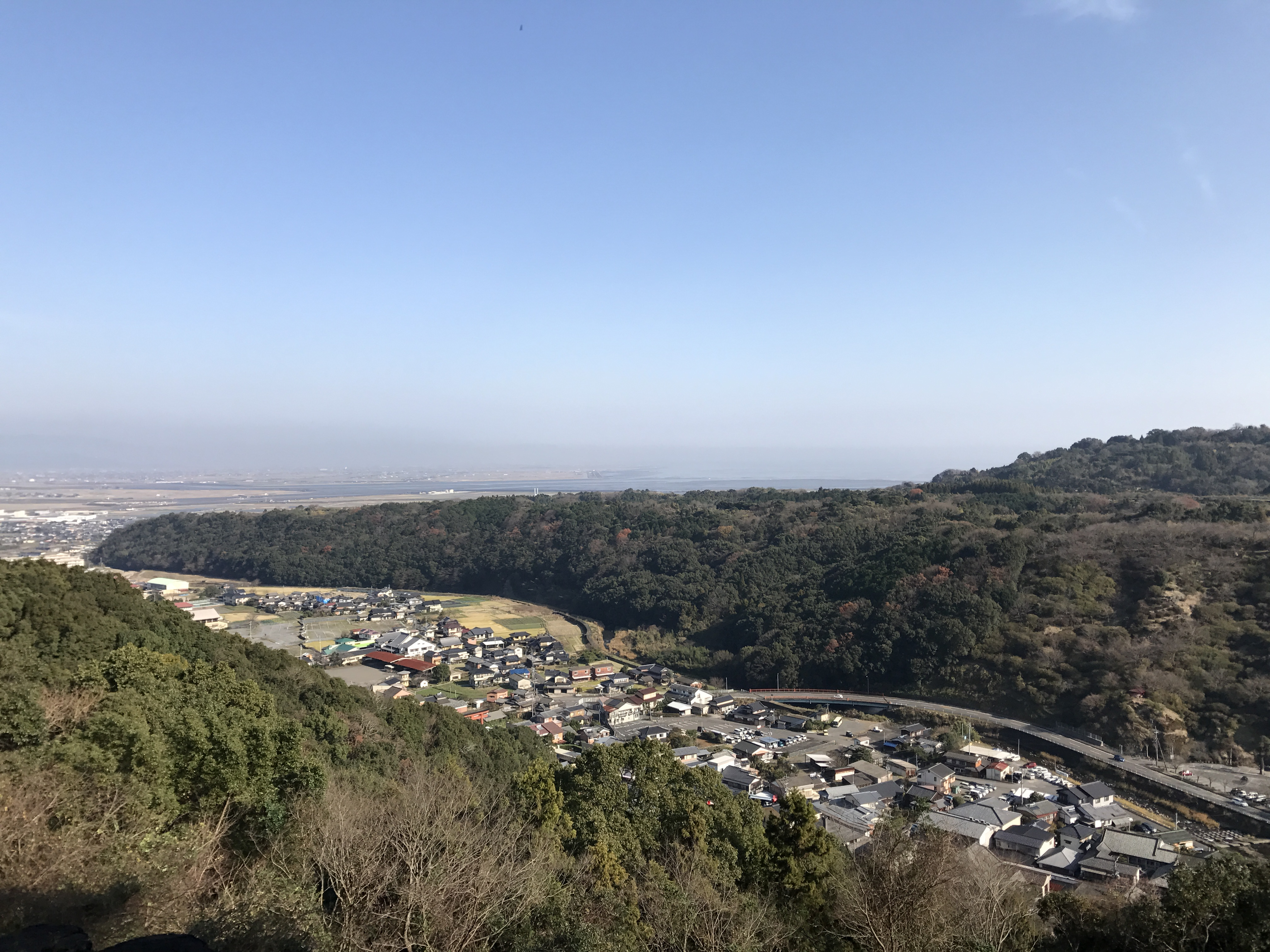
火山性丘陵が多良岳から放射状に延びる河谷に刻まれている（鹿島市）
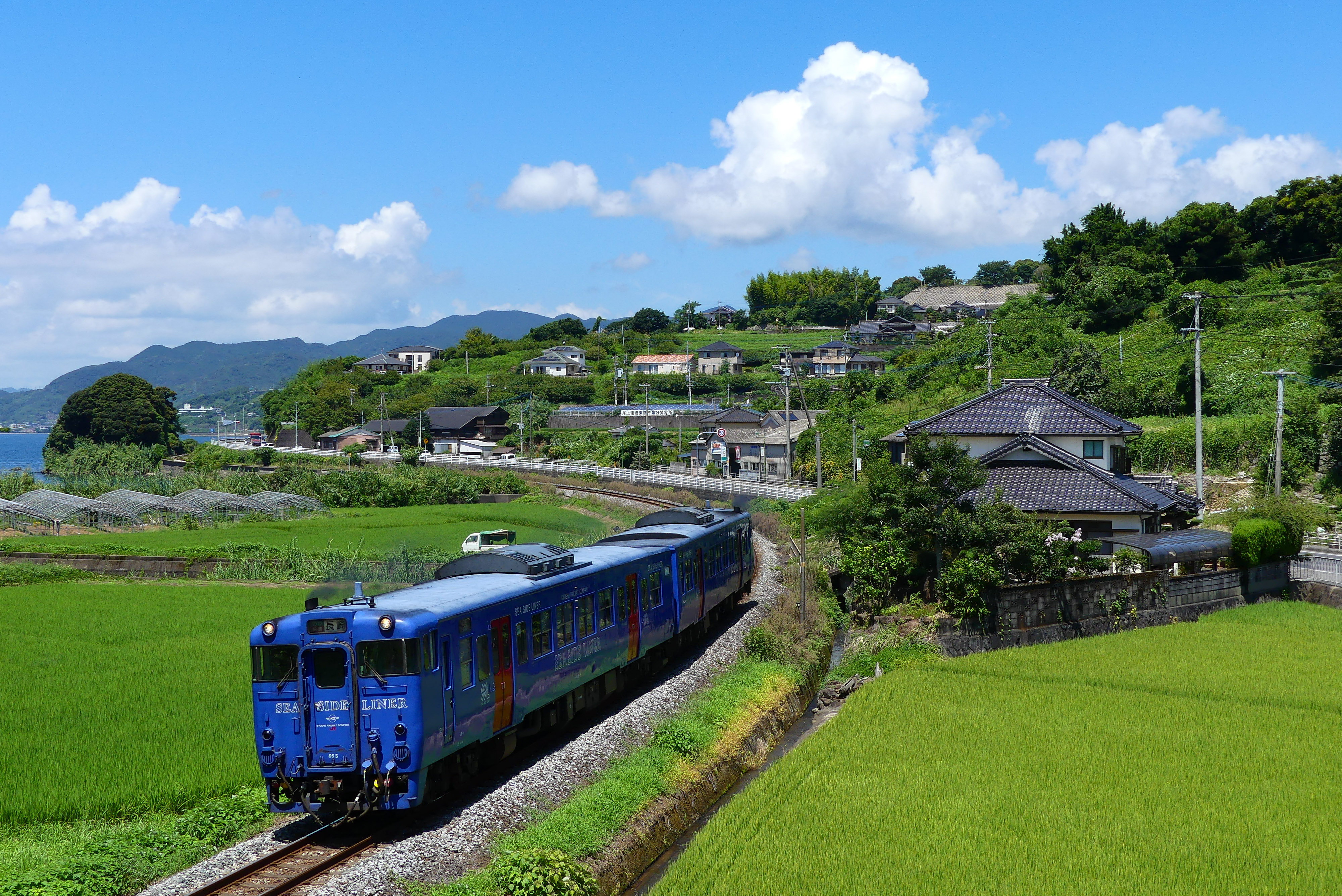
多良岳山系の火山性丘陵の末端。この付近では海に落ち込んだ丘陵と浦が交互に続き、線路もカーブを繰り返す（東彼杵町）